# Psammophis longifrons
Espèce
Statut de conservation UICN

 LC  : Préoccupation mineure
Psammophis longifrons est une espèce de serpents de la famille des Lamprophiidae.

## Répartition
Cette espèce est endémique de l’État du Maharashtra en Inde.

## Publication originale
- Boulenger, 1896 : Catalogue of the snakes in the British Museum. London, Taylor & Francis, vol. 3, p. 1-727 (texte intégral).